# Fruit défendu (film)
Pour les articles homonymes, voir Fruit défendu (homonymie).
Pour plus de détails, voir Fiche technique et Distribution.
Fruit défendu (finnois : Kielletty hedelmä) est un film dramatique finlandais réalisé par Dome Karukoski, sorti en 2009.
Le film parle de deux adolescentes d'une communauté conservatrice læstadienne. Les filles se rendent à Helsinki où elles rencontrent d'autres personnes de leur âge et apprennent davantage sur leur vie qui diffère sensiblement du mode de vie religieux des filles.

## Fiche technique
- Titre : Fruit défendu
- Titre original : Kielletty hedelmä
- Réalisation : Dome Karukoski
- Scénario : Aleksi Bardy
- Musique : Adam Nordén
- Photographie : Tuomo Hutri
- Montage : Harri Ylönen
- Production : Aleksi Bardy
- Société de production : Anagram, Helsinki-Filmi et Yleisradio
- Société de distribution : Artédis (France)
- Pays :  Finlande et  Suède
- Genre : Drame
- Durée : 104 minutes
- Dates de sortie : 
  -  Finlande : 13 février 2009
  -  France : 28 décembre 2011

## Distribution
- Marjut Maristo : Raakel
- Amanda Pilke : Maria
- Malla Malmivaara : Eeva
- Joel Mäkinen : Toni
- Jarkko Niemi : Jussi
- Olavi Uusivirta : Johannes
- Timo Tikka : Luukas
- Jani Volanen : Ilari
- Teemu Ojanne : Mäki
- Heikki Nousiainen : Joki
- Tapio Liinoja : Laakso
- Tuija Töyräs : la mère de Raakel
- Jouko Puolanto : le père de  Raakel